# Euscorpius
Euscorpius là một chi bọ cạp trong họ Euscorpiidae và thông thường được gọi là bọ cạp gỗ nhỏ hiện hành chi này có chứa 17 loài bọ cạp và xếp vào tron phân họ Euscorpiinae.

## Các loài
- Euscorpius alpha Di Caporiacco, 1950
- Euscorpius avcii Tropea, Yağmur, Koç, Yeşilyurt & Rossi, 2012[3]
- Euscorpius balearicus Di Caporiacco, 1950
- Euscorpius beroni Fet, 2000
- Euscorpius carpathicus (Linnaeus, 1767)
- Euscorpius concinnus (C.L.Koch, 1837)
- Euscorpius flavicaudis (DeGeer, 1778)
- Euscorpius gamma Di Caporiacco, 1950
- Euscorpius germanus (C.L.Koch, 1837)
- Euscorpius hadzii Di Caporiacco, 1950
- Euscorpius italicus (Herbst, 1800)
- Euscorpius koschewnikowi Birula, 1900
- Euscorpius lycius Yagmur, 2013
- Euscorpius mingrelicus (Kessler, 1874)
- Euscorpius naupliensis (C.L.Koch, 1837)
- Euscorpius oglasae Di Caporiacco, 1950 (gần đây là từ E. carpathicus)
- Euscorpius sicanus (C.L.Koch, 1837)
- Euscorpius tauricus (C.L.Koch, 1837)
- Euscorpius tergestinus (C.L.Koch, 1837) – Bọ cạp Skeged